# Dzierzgowo (gemeente)
De gemeente Dzierzgowo is een landgemeente in het Poolse woiwodschap Mazovië, in powiat Mławski.
De zetel van de gemeente is in Dzierzgowo.
Op 30 juni 2004 telde de gemeente 3489 inwoners.

## Oppervlakte gegevens
In 2002 bedroeg de totale oppervlakte van gemeente Dzierzgowo 150,63 km², waarvan:
- agrarisch gebied: 64%
- bossen: 27%

De gemeente beslaat 12,86% van de totale oppervlakte van de powiat.

## Demografie
Stand op 30 juni 2004:
| Omschrijving                   | Totaal | Totaal | Vrouwen | Vrouwen | Mannen | Mannen |
| ------------------------------ | ------ | ------ | ------- | ------- | ------ | ------ |
| eenheid                        | aantal | %      | aantal  | %       | aantal | %      |
| inwoners                       | 3489   | 100    | 1722    | 49,4    | 1767   | 50,6   |
| bevolkingsdichtheid (inw./km²) | 23,2   | 23,2   | 11,4    | 11,4    | 11,7   | 11,7   |

In 2002 bedroeg het gemiddelde inkomen per inwoner 1436,7 zł.

## Jednostki pomocnicze
Brzozowo-Czary, Brzozowo-Dąbrówka, Brzozowo-Łęg, Brzozowo-Maje, Choszczewka, Dobrogosty, Dzierzgowo, Dzierzgówek, Kamień, Kitki, Krery, Kurki, Międzyleś, Nowe Brzozowo, Nowe Łączyno, Pobodze, Ruda, Rzęgnowo, Stare Brzozowo, Stare Łączyno, Stegna, Szpaki, Szumsk, Tańsk-Grzymki, Tańsk-Przedbory, Tańsk-Umiotki, Wasiły, Zawady, Żaboklik

## Aangrenzende gemeenten
Chorzele, Czernice Borowe, Grudusk, Janowo, Krzynowłoga Mała, Szydłowo, Wieczfnia Kościelna